# Paul Baudevin
Paul Baudevin (* 9. Januar 1838 in Köln; † 27. Oktober 1880 in Königstein im Taunus) war Mitglied des Nassauischen Kommunallandtags für den Regierungsbezirk Wiesbaden.

## Leben
Paul Baudevin wurde als Sohn des Kölner Baumeisters Johann Joseph Baudevin und dessen Ehefrau Anna Catharina Harperath geboren und besuchte das Kölner Dreikönigsgymnasium bis zur Obersekunda   und ließ sich später als Gewerbegehilfe in Schwalbach am Taunus und von 1868 in Königstein im Taunus nieder.
Von 1875 bis 1880 hatte er ein Mandat für den Nassauischen Kommunallandtag des preußischen Regierungsbezirks Wiesbaden. Er war für den Obertaunuskreis in dem Parlament, wo er Mitglied des Eingabe- und Rechnungsprüfungsausschusses und von 1878 an stellvertretendes Mitglied des Ständischen Verwaltungsausschusses war. 